# Wahb ibn ʿAbd Manāf
Wahb ibn ʿAbd Manāf ibn Zuhra ibn Kilāb, arabisch وهب بن عبد مناف بن زهرة بن كلاب, DMG Wahb b. ʿAbd Manāf  b. Zuhra b. Kilāb, war mütterlicherseits der Großvater von Mohammed. Er war in der ersten Hälfte des 6. Jahrhunderts das Oberhaupt (sayyid) der Banū Zuhra in Mekka. Der Lokalhistoriker al-Azraqī zählt ihn zu den vornehmen Personen der Stadt (min ašrāf ahl Makka). Seine Tochter Āmina bint Wahb heiratete ʿAbdallāh ibn ʿAbd al-Muttalib; aus dieser Ehe ging Mohammed hervor. Gleichzeitig, im selben Familientreffen (madschlis), heiratete ʿAbd al-Muttalib ibn Hāschim Hāla, die Tochter von Āminas Onkel Wuhaib ibn ʿAbd Manāf; aus dieser Ehe ging Ḥamza ibn ʿAbd al-Muttalib, der Oheim und Milchbruder Mohammeds, hervor.
Über sein Leben ist nichts bekannt. Im islamischen Schrifttum wird er lediglich im Zusammenhang mit der Heirat seiner Tochter Āmina genannt. Sein Haus in Mekka kam, einem kurzen Bericht in der Stadtgeschichte Mekkas von al-Azraqī zufolge, in den Besitz der Familie der Banū Umayya. Der Genealoge Al-Balādhurī erwähnt seinen Namen im Stammbaum von ʿAbd al-Muttalib ibn Hāschim.